# Blonde (Frank Ocean)
| Recensione           | Giudizio |
| -------------------- | -------- |
| Entertainment Weekly | A        |
| The Guardian         | [ 13 ]   |
| Pitchfork            | 9.0/10   |
| Rolling Stone        | [ 6 ]    |
| The Observer         | [ 15 ]   |

Blonde è il secondo album in studio del cantautore statunitense Frank Ocean, pubblicato il 20 agosto 2016 dall'etichetta discografica Boys Don't Cry.
Successore di Channel Orange (2012), Blonde, reso inizialmente disponibile in esclusiva sulle piattaforme iTunes Store ed Apple Music, vede la partecipazione di artisti del calibro di Beyoncé, André 3000, Yung Lean, James Blake, Pharrell Williams e Kim Burrell. Scritto e prodotto nell'arco temporale di oltre tre anni, l'album è stato registrato tra New York, Los Angeles e Londra. La sua pubblicazione in formato fisico è avvenuta in concomitanza con la distribuzione di una rivista intitolata Boys Don't Cry, la quale riporta lo stesso nome dell'etichetta indipendente fondata da Ocean.
Blonde è stato accolto con ampi consensi da parte della critica specializzata: secondo Metacritic si è trattato del terzo più presente nelle classifiche dei migliori album del 2016, mentre la rivista Time lo ha nominato album dell'anno e Pitchfork il migliore album degli anni 2010. Inoltre, la prestigiosa rivista Rolling Stone lo ha posizionato al 79º posto nella classica relativa ai 500 migliori album della storia aggiornata al 2020.

## Antefatti
Dopo la pubblicazione nel 2012 di Channel Orange, Frank Ocean è rimasto lontano dalle scene per almeno un anno, eseguendo poche apparizioni pubbliche e comunicando principalmente attraverso la piattaforma Tumblr, all'epoca molto popolare. Nel febbraio del 2013 l'artista rivela di star lavorando ad un nuovo concept album con collaborazioni di rilievo tra cui quella con Tyler, the Creator, inoltre rivela di voler coinvolgere il progetto strumentale Tame Impala, capitanato da Kevin Parker. Secondo quanto dichiarato dall'artista alla BBC radio 1, l'album sarebbe stato prodotto nell'arco di alcune settimane nella località di Bora Bora, invece che a Londra. L'intento di questa dichiarazione era calcare le sensazioni lasciate da Golden Girl, bonus track dell'ultima canzone di Channel Orange realizzata in collaborazione con Tyler, The Creator.
Nel frattempo, Ocean ha collaborato in più occasioni con il rapper Kanye West, firmando il brano New Slaves e collaborando vocalmente al Frank's Track, tracce contenute rispettivamente negli album di West Yeezus (2013) e The Life of Pablo (2016). Le prime vere registrazioni del nuovo album sono iniziate a New York, presso l'Electric Lady Studios e sono proseguite presso l'Abbey Road Studio di Londra, in compagnia dell'ingegnere del suono Matt Mysko. Quest'ultimo ha in seguito rivelato la complessità esplorativa del lavoro portato avanti con l'artista statunitense. Nella primavera del 2014 Ocean dichiara di aver quasi raggiunto il termine del progetto. In seguito, Billboard riporta la firma dell'artista con il gruppo Three-Six-Zero avvenuta dopo l'incontro con i manager Guy Oseary e Ron Laffite per la realizzazione del nuovo progetto; una collaborazione che lo ha portato a interagire con nuovi produttori, tra cui Happy Perez (con il quale aveva già collaborato per Nostalgia, Ultra), Charlie Gambetta e Kevin Ristro.
Il 29 novembre 2014 Ocean rilascia un brano di appena due minuti sulla sua pagina Tumblr ufficiale intitolato Memrise. La traccia è priva di spiegazioni particolari e presenta un assolo di chitarra accompagnato da vocalizzazioni distorte che sfumano sul fondo. Dopo due anni di silenzio lo scalpore generato attorno alla traccia è notevole: come riferito da The Guardian, si tratta di un brano che nonostante le nuove collaborazioni firmate dall'autore mostra ancora il senso di melancolia e la volontà di sperimentazione tipiche di questo artista e già dimostrate nelle sue pubblicazioni precedenti.

## Il titolo dell'album
Il titolo dell’album è uno degli aspetti più controversi dell’opera, a partire dalla divergenza tra lo spelling della parola che gli dà nome e la sua pronuncia. Graficamente, la copertina dell’album riporta il titolo "blond", mentre in ogni altra manifestazione esso si presenta scritto come "blonde". Questa differenza è stata interpretata come un riferimento alla bisessualità dell’artista, laddove "blond" sarebbe un collegamento all’universo maschile, mentre "blonde" rappresenterebbe la componente femminile. Le forme “blonde” e “blond” per uomo e donna sono tipiche del francese, in realtà in inglese è una distinzione non consistente, anche se spesso usata. In una lettera contenuta nel magazine Boys Don’t Cry, uscito a corollario dell'album, Frank Ocean ha riferito come fosse stata la foto di una bambina seduta nel retro di un'auto ad ispirare la scelta del titolo e l'idea di fondo che l'album doveva trasmettere. L'immagine a cui fa riferimento l'artista è stata realizzata dal duo fotografico The Collaborationist. A questo proposito l'artista ha riferito in un post sulla sua pagina Tumblr:
(Frank Ocean)
Nell’immagine, la bambina dai capelli biondi esegue con le mani un gesto, come a volersi coprire il viso e al contempo essere lei stessa ad inquadrare la vastità del deserto al di fuori dell’auto: simbolo di purezza e di disattenzione nel momento catturato dal fotografo. Questa seconda interpretazione collega il titolo dell’opera all’aspetto autobiografico dell’album: il passaggio dalla giovinezza, simboleggiata dai capelli biondi dei bambini, all’età adulta periodo in cui i capelli tendono a scurirsi, come metafore della crescita personale. Un’ultima interpretazione in merito alla scelta del titolo si collega ai pregiudizi solitamente associati alle persone dai capelli biondi, viste come più disinvolte nel condurre l'esistenza, come si legge in Self Control, brano presente nell'album:
(Frank Ocean)
Ad oggi non esiste ancora un’interpretazione ufficiale per il titolo e la sua genesi rimane, complessivamente, poco chiara. Wolfgang Tillmans, l'artista autore dell'immagine di copertina dell'album, ha riferito in un'intervista alla rivista The Fader che la scelta di rimuovere la lettera "e" dal titolo grafico si è verificata nell'arco di due giorni in maniera imprevista e per lui inattesa. Infine, il titolo potrebbe essere interpretato come un omaggio al classico Blonde on Blonde di Bob Dylan.

## Descrizione
Blonde è un album R&B dal ritmo languido e minimale ricco di influenze provenienti dalla musica pop: da David Bowie ai Beatles, fino ai Beach Boys. Ogni traccia dell’album conferisce nella successiva con fluidità, e per questo, le sonorità presenti restituiscono la percezione di star ascoltando un lungo stream of consciousness dell’artista, in cui memorie d’infanzia compromesse, delusioni d’amore e riflessioni personali si fondono alla musica. Kate Mossman, in un articolo pubblicato sul Daily Telegraph utilizza i termini non-macho e boundary free per descrivere il tipo di R&B che si riscontra nell’album. Il genere, di fatto, non è l’unico con cui si possa identificare Blonde, che presenta un’atmosfera eclettica, contraddistinta da effetti vocali bizzarri supportati da tastiere elettroniche e un uso minimalista della chitarra. Rispetto a questo utilizzo del suono è chiara l’influenza di Brian Wilson, membro dei Beach Boys. Per la complessità e la varietà dei contributi musicali presenti l’album è stato anche definito come avant-garde soul. Ann Powers di NPR indica inoltre l’influenza lasciata da Stevie Wonder sull’opera di Frank Ocean, notando la connessione di intenti nel modo che i due artisti hanno di scrivere la musica. Da Wonder, l’artista eredita un forte sperimentalismo che già aveva dimostrato nei suoi lavori precedenti Nostalgia, Ultra e Channel Orange. Frank Ocean lavora sui vocoder samples di Stevie Wonder nel pezzo Close To You, ma anche in White Ferrari; nella medesima canzone troviamo un riferimento esplicito anche ai Beatles, in particolare una citazione alla canzone Here, There and Everywhere. The Guardian sostiene che la connessione con Stevie Wonder in particolare appartenga al debutto dell’artista, mentre Blonde troverebbe maggiore riscontro con Third dei Big Star o Kid A dei Radiohead per la libertà con cui le texture musicali sono legate tra loro. Jason King di NPR descrivendo Blonde nota una forte relazione tra il modo in cui Ocean fonde lo stile R&B con il pop, il rock e i beat dell’hip-hop e quello mostrato da Sinéad O'Connor nel suo album I Do Not Want What I Haven't Got in cui l’artista esegue un fusione armoniosa tra tutti e tre gli stili. Complex definisce questo album slow burn, intendendo che richieda del tempo per essere compreso ed apprezzato proprio per il suo stile meditativo e per la sua complessità musicale. Per questo, sebbene siano molte le influenze musicali che si possono rilevare a livello di composizione, il lavoro di Ocean non sembra somigliare esplicitamente a nessuna di esse, per lo stile frammentato con cui l’artista le unisce. Il Daily Telegraph denota, tra le altre cose, un ampio utilizzo di effetti vocali sulla voce dell’artista: in particolare l’auto-tune, come se impiegasse la voce e le melodie per oscurare lo sperimentalismo delle composizioni musicali. Ad esempio, Pretty Sweet, uno dei brani presenti nell’album, incorpora cori gospel e distorsioni del suono, sia strumentale che lirico. Dan Weiss di Spin Magazine rivede in questo l’opera di Prince sull’album postumo Camille.

## Pubblicazione
Il 6 aprile 2015, Frank Ocean annuncia con un post sulla sua pagina Tumblr personale, che il suo secondo album sarebbe stato pubblicato a luglio, ma così non avvenne e nessuna spiegazione fu fornita in quella circostanza. Il The Guardian, citando la dichiarazione dell'artista scrive che egli afferma di avere due versioni per il suo prossimo lavoro, intendendo che all'album musicale sarebbe seguito a corollario un magazine, ma Ocean non lasciò trapelare altro, neppure il titolo. Billboard, intanto confermò il coinvolgimento di produttori del calibro di Hit-Boy, Rodney Jerkins, Happy Perez, Charlie Gambetta e Kevin Ristro e che il nuovo album avrebbe potuto includere il singolo Memrise del quale Ocean aveva condiviso già il testo via Tumblr. Alla fine fu Ryan Breaux, fratello di Frank Ocean, a fare chiarezza sulla data di uscita tramite un post su Instagram, scrivendo nella descrizione «BOYS DON'T CRY #JULY2016». Questo e altri indizi rispetto all'uscita del nuovo disco rivelati dal cantante portarono i fan a credere che il progetto si sarebbe intitolato Boys Don't Cry.
Il primo agosto 2016 è stato pubblicato un contenuto audiovisivo, in collaborazione con la piattaforma Apple Music, nel quale l'artista mostra la nuova versione del suo sito web personale boysdontcry.co. Il video mostra uno studio con una parete bianca sul cui sfondo appare l'artista. Sebbene la diretta streaming potesse essere intesa come un'anticipazione alla pubblicazione dell'album, in realtà è servita a promuovere l'uscita di Endless, avvenuta il 19 agosto 2016 in esclusiva per Apple Music. Molti fan sono stati così indotti a credere che i 45 minuti di Endless rappresentassero la seconda delle due versioni annunciate dall'artista per l'album in uscita, ma non fu così. Endless è stato pubblicato da Ocean per concludere l'impegno contrattuale con Def Jam Recordings e poter poi mettere in commercio Blonde in maniera indipendente. Nel frattempo, venne confermata l'apertura di quattro negozi a tempo per la vendita del merchandising relativo all'album. I negozi sarebbero stati collocati a New York, Los Angeles, Chicago e Londra: le immagini impiegate per sponsorizzare l'iniziativa comprendono tre diverse cover per lo stesso album.
Il 20 agosto 2016 viene pubblicato Nikes come singolo apri-pista dell'album L'album per intero, Blonde, è stato pubblicato lo stesso giorno in esclusiva per iTunes e Apple Music e successivamente negli altri negozi di musica digitale e piattaforme streaming.

## Accoglienza
Blonde ha avuto un impatto complessivamente positivo sulla critica: Metacritic, basandosi su una raccolta di trentotto giudizi ottenuti dall'album, gli ha assegnato un punteggio di 87 su 100. AnyDecentMusic? assegna al medesimo album un punteggio medio di 8.4 su 10, mentre The Skinny, lo definisce come una produzione impeccabile e piena di sentimento nella quale l’artista riflette su vari temi: sé stesso, la droga, il sesso e le macchine costose. Tim Jonze del The Guardian riferisce che il disco di Frank Ocean ha un carattere innovativo sconcertante, poi scrivendo a proposito del tono musicale, lo definisce muto e introspettivo: quasi del tutto privato del ritmo delle percussioni. Tara Joshi, per il quotidiano The Quietus, si sofferma sull’importanza della lentezza con cui Blonde è stato pubblicato, e sulla longevità che esso possa avere dopo un primo ascolto. Secondo la recensione di Ryan Dombal per Pitchfork, Blonde è un album pieno di contrasti tematici e musicali che seguono un disegno personale dell’artista seguito da un forte senso romantico e filosofico rispetto a Channel Orange che ha uno stile più eclettico.
D’altra parte, alcune critiche verso l’album si sono rivelate decisamente negative. Andy Gill per The Independent definisce l’album statico e noioso per l’ascoltatore, con la sola eccezione del singolo Solo (reprise) di André 3000. Neil McCormick, per The Daily Telegraph, recensisce i testi dell’album come ricchi di dettagli che si intersecano perfettamente con la musica, ma al contempo avverte che Blonde sia effettivamente privo di una canzone in grado di spiccare tra le altre.

## Tracce
1. Nikes – 5:14 (Frank Ocean, Carl Palmer, Harry Palmer, Jeff Palmer)
2. Ivy – 4:09 (Ocean)
3. Pink + White – 3:04 (Ocean, Pharrell Williams, Tyler Okonma)
4. Be Yourself – 1:26 (Rosie Watson)
5. Solo – 4:17 (Ocean, Todd Rundgren)
6. Skyline To – 3:04 (Ocean, Tyler Okonma)
7. Self Control – 4:09 (Ocean, Austin Feinstein, Jonatan Håstad)
8. Good Guy – 1:06 (Ocean)
9. Nights – 5:07 (Ocean, Michael Uzowuru)
10. Solo (Reprise) – 1:18 (André Benjamin)
11. Pretty Sweet – 2:38 (Ocean)
12. Facebook Story – 1:08 (Sebastian Akchoté-Bozoviz)
13. Close To You – 1:25 (Ocean, Burt Bacharach, Harold David, Francis Starlite, Stevland Morris)
14. White Ferrari – 4:08 (Ocean, John Lennon, James Litherland, Paul McCartney, Kanye West)
15. Seigfried – 5:34 (Ocean, Lennon, McCartney, George Harrison, Elliott Smith, Ringo Starr)
16. Godspeed – 2:57 (Ocean, Kimberly Burrell)
17. Futura Free – 9:24 (Ocean, Mikey Alfred, Dave Allen, Hugo Burnham, Sage Elsesser, Andy Gill, Jon King)

Note
- Nikes contiene vocali non accreditati di KOHH nella magazine version.[61]
- Be Yourself contiene vocali non accreditati di Rosie Watson.[62]
- Self Control contiene vocali non accreditati di Austin Feinstein.[63]
- Nights è reso graficamente come Night.s nelle versioni fisiche dell'album.
- Solo (Reprise) contiene vocali non accreditati di André 3000.[64]
- Facebook Story contiene vocali non accreditati di SebastiAn.[65]

Campionamenti
- Be Yourself e Facebook Story contengono campionamenti di Running Around di Buddy Ross.
- Close to You contiene campionamenti della versione live di Stevie Wonder di (They Long to Be) Close to You.
- White Ferrari contiene un'interpolazione di Here, There and Everywhere dei The Beatles.
- Seigfried contiene campionamenti di Untitled di Rostam Batmanglij.
- Futura Free contiene campionamenti di Anthrax dei Gang of Four.

## Classifiche

### Classifiche settimanali
| Classifica (2016-21) | Posizione massima |
| -------------------- | ----------------- |
| Australia            | 1                 |
| Belgio (Fiandre)     | 1                 |
| Belgio (Vallonia)    | 7                 |
| Canada               | 2                 |
| Danimarca            | 1                 |
| Finlandia            | 4                 |
| Irlanda              | 2                 |
| Italia               | 6                 |
| Lituania             | 100               |
| Norvegia             | 1                 |
| Nuova Zelanda        | 1                 |
| Paesi Bassi          | 2                 |
| Regno Unito          | 1                 |
| Scozia               | 1                 |
| Stati Uniti          | 1                 |
| Svezia               | 2                 |

### Classifiche di fine anno
| Classifica (2016) | Posizione |
| ----------------- | --------- |
| Australia         | 38        |
| Belgio (Fiandre)  | 118       |
| Danimarca         | 38        |
| Islanda           | 69        |
| Nuova Zelanda     | 29        |
| Regno Unito       | 87        |
| Stati Uniti       | 48        |
| Svezia            | 89        |
| Classifica (2017) | Posizione |
| Danimarca         | 35        |
| Nuova Zelanda     | 48        |
| Stati Uniti       | 102       |
| Classifica (2018) | Posizione |
| Danimarca         | 86        |
| Islanda           | 100       |
| Stati Uniti       | 165       |
| Classifica (2019) | Posizione |
| Danimarca         | 96        |
| Islanda           | 100       |
| Stati Uniti       | 168       |
| Classifica (2020) | Posizione |
| Belgio (Fiandre)  | 153       |
| Danimarca         | 76        |
| Islanda           | 69        |
| Stati Uniti       | 130       |
| Classifica (2021) | Posizione |
| Belgio (Fiandre)  | 133       |
| Danimarca         | 66        |
| Islanda           | 54        |
| Stati Uniti       | 121       |
| Classifica (2022) | Posizione |
| Belgio (Fiandre)  | 136       |
| Danimarca         | 61        |
| Islanda           | 31        |
| Lituania          | 99        |
| Stati Uniti       | 106       |
| Classifica (2023) | Posizione |
| Islanda           | 30        |
| Norvegia          | 33        |
| Stati Uniti       | 75        |